# علم الأدوية المعاكس

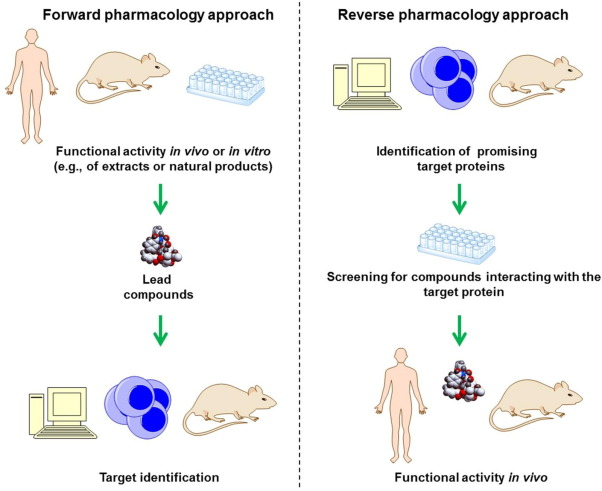
مقارنة بين نهجي علم الأدوية العكسي والأمامي (الكلاسيكي) في عملية اكتشاف الأدوية.

يشير علم الأدوية العكسي أو علم الأدوية المعاكس (Reverse pharmacology)، المعروف أيضًا باسم اكتشاف الأدوية القائم على الهدف (TDD)، إلى النهج المستخدم في مجال اكتشاف الأدوية، والذي يتم فيه طرح فرضية أولاً، مفادها أن تعديل نشاط مستهدف بروتيني معين يُعتقد أنه يعدل المرض، سيكون له تأثيرات علاجية مفيدة. ثم يتم استخدام فحص المكتبات الكيميائية للجزيئات الصغيرة لتحديد المركبات التي ترتبط بألفة عالية بالهدف. ثم يتم استخدام النتائج من هذه الفحوصات كنقطة بداية لاكتشاف الأدوية. أصبحت هذه الطريقة شائعة بعد التمكن من سلسلة الجينوم البشري الذي سمح بالاستنساخ السريع وتوليف كميات كبيرة من البروتينات النقية. هذه الطريقة هي الأكثر استخدامًا في اكتشاف الأدوية اليوم. على عكس علم الأدوية الكلاسيكي (الأمامي)، مع نهج علم الأدوية العكسي، يتم عادةً إجراء فعالية المركبات النشطة (المركبات القائدة) المحددة في المراحل النهائية لاكتشاف الدواء.
وعل عكس النهج الكلاسيكي (الأمامي)، تستغرق عملية تطوير الأدوية وقتًا أقل بنسبة 60٪ تقريبًا في الأساليب القائمة على علم الأدوية العكسي. وبالتالي، أدى ظهور علم الأدوية العكسي إلى إحداث ثورة في عملية اكتشاف المرشحين المحتملين للأدوية دون المساس بالسلامة والفعالية الدوائية (أرولسامي وآخرون، 2016؛ تاكيناكا، 2001). ونظرًا لأن الأساليب القائمة على علم الأدوية العكسي لوحظ أنها أكثر أمانًا وفعالية واقتصادية والأهم من ذلك أنها أسرع للتحقق من صحة المرشحين المحتملين للأدوية، فقد أصبح من الضروري مراعاة علم الأدوية العكسي لتحديد المرشحين المحتملين للأدوية في فترة الطوارئ مثل الأوبئة والجوائح. 